# モーガン郡 (イリノイ州)

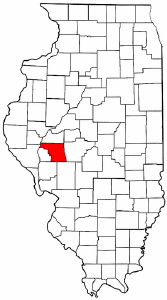
イリノイ州内の位置

モーガン郡 (Morgan County) は、アメリカ合衆国イリノイ州に位置する郡である。人口は36,616人（2000年）。郡庁所在地はジャクソンビルである。

## 地理
アメリカ合衆国統計局によると、この郡は総面積1,482 km2 (572 mi2) である。このうち1,473 km2 (569 mi2) が陸地で9 km2 (4 mi2) が水地域である。総面積の0.61%が水地域となっている。

## 人口動静
2000年国勢調査で、この郡は人口36,616人、14,039世帯、及び9,251家族が暮らしている。人口密度は25/km2 (64/mi2) である。10/km2 (27/mi2) の平均的な密度に15,291軒の住宅が建っている。この郡の人種的な構成は白人92.34%、アフリカン・アメリカン5.36%、先住民0.18%、アジア0.46%、太平洋諸島系0.01%、その他の人種0.70%、及び混血0.95%である。ここの人口の1.35%はヒスパニックまたはラテン系である。
この郡内の住民は22.80%が18歳未満の未成年、18歳以上24歳以下が11.10%、25歳以上44歳以下が27.20%、45歳以上64歳以下が23.30%、及び65歳以上が15.60%にわたっている。中央値年齢は38歳である。女性100人ごとに対して男性は98.60人である。18歳以上の女性100人ごとに対して男性は97.00人である。
この郡の世帯ごとの平均的な収入は36,933米ドルであり、家族ごとの平均的な収入は46,040米ドルである。男性は31,218米ドルに対して女性は23,174米ドルの平均的な収入がある。この郡の一人当たりの収入 (per capita income) は18,205米ドルである。人口の9.70%及び家族の6.00%は貧困線以下である。全人口のうち18歳未満の10.60%及び65歳以上の8.30%は貧困線以下の生活を送っている。

## 都市及び町
- ジャクソンビル
- サウスジャクソンビル
- コンコード
- フランクリン
- Chapin
- Lynnville
- Meredosia
- Murrayville
- Waverly
- Woodson